# Campeonato Italiano de Futebol de 1921–22 – Primeira Divisão (CCI)
A Primeira Divisão do Campeonato Italiano de Futebol de 1921–22 da C.C.I., também conhecida oficialmente como Prima Divisione de 1921–22, foi junto com o correspondente campeonato da Prima Categoria, a 21.ª edição da principal divisão do Campeonato Italiano de Futebol (a 1.ª como Prima Divisione).
A competição foi organizada pela Confederazione Calcistica Italiana (em português:  Confederação Italiana de Futebol, que usa sigla em italiano CIC) e disputada entre 2 de outubro de 1921 e 18 de junho de 1922.
O título de campeão ficou com o Pro Vercelli, seu sétimo título.
Contou com a participação dos clubes mais importantes do país, é recordada pelo cisma que a opôs a uma outra competição paralela, Prima Categoria da Federazione Italiana Giuoco Calcio (FIGC).

## Premiação
| Campeonato Italiano de Futebol de 1921–22 Primeira Divisão |
| ---------------------------------------------------------- |
| Football Club Pro Vercelli 1892 Campeão (7.º título)       |